# 핼 스파크스
핼 스파크스(Hal Sparks, 1969년 9월 25일 ~ )는 미국의 배우이다.

## 출연 작품
- A-리스트 (2015)
- 마리화나: 어 크로닉 히스토리 (2010)
- 언데이터블 (2010)
- 8: 더 몰몬 계획 (2010)
- 더 하우스 댓 잭 빌트 (2009)
- 데드 스페이스 - 다운폴 (2008)
- 스파이더맨 2 (2004)
- 딕키 로버츠 - 왕년의 아역 스타 (2003)
- 블리처 범스 (2001)
- 원 온 원 (2001)
- 닥터 두리틀 2 (2001)
- 내 차 봤냐? (2000)
- 퀴어 애즈 포크 (2000)
- 미녀 결사대 (1989)